# Луцький тролейбус
Лу́цький троле́йбус — вид громадського транспорту у місті Луцьк. Тролейбусний рух відкрито 8 квітня 1972 року. З 2006 року почалося часткове оновлення тролейбусного парку.

## Історія
Проєктуватися тролейбусна мережа у Луцьку стала ще 1965 року, у зв'язку зі збільшенням чисельності населення, і вже 1 березня 1966 року проєкт створення був погоджений у Луцькій міській раді депутатами. 1968 року почалося будівництво майбутнього тролейбусного депо, керівництво запланувало закупівлю перших тролейбусів. У 1970—1971 роках придбано 30 тролейбусів виробництва Київського заводу електротранспорту, Київ-6 «Киянка» (РКСУ). До 15 березня 1972 року будівництво контактної мережі повністю завершилося (хоча вона була значно менша, аніж у теперішньому вигляді), а вже 24 березня 1972 року провели обкатку на лінії тролейбусів Київ-6. 1972 року довжина контактної мережі становила 13,5 км, на маршрутах працювало близько половини тодішнього рухомого складу «киянок», вартість проїзду тоді становив лише 4 копійки.
1973 року надійшли нові моделі тролейбусів Škoda 9Tr (РКСУ)), що прибули з Чернівців. Наступного року прибуло ще 15 Škoda 9Tr, змонтували ще 10 км контактної мережі.
Škoda 9Tr (№ 34) — остання лінійна машина цієї моделі в Луцьку. Була закріплена за маршрутами № 6 (2000—2001 рр.); № 3, 4, 7, 10 (2002 рік); № 3/3А, 4/4А, 6 (2006—2011 рр.). Наприкінці 1990-х років були відсторонені всі лінійні машини Škoda 9Tr. Проте, лише цей тролейбус знову з'явився на лінії наприкінці 2000 року. Нетривалий час проїздивши, машина знову зникла, проте з'явилася на лінії на початку 2002 року, однак ненадовго. Після 4 років простою машину поставили на реставрацію, під час якої на машину частково були встановлені агрегати з тролейбуса ЗіУ-682. На лінію тролейбус вийшов у жовтні 2006 року. Проїздив до травня 2011 року, а списали у жовтні 2015 року. У 2010 році цей тролейбус був пофарбований за схемою та частково за рахунок адміністраторів групи «Громадський транспорт Луцька». На борту тролейбуса був нанесений надпис «Працює з 1974 року». Лінійні машини Škoda 9Tr залишилися лише у Рівному. У Луцьку остання машина цієї моделі (№ 49) працює технічною допомогою.
1976 року відбулося кілька списань тролейбусів Київ-6 та двох Škoda 9Tr. Вже 1978 року довжина контактної мережі збільшилася до 40 кілометрів, почали постачати ЗіУ-682 та його модифікації (РКСУ). Ці машини Луцьк отримував до 1994 року. 
1984 та 1986 роках контактна мережа знову подовжена на кілька кілометрів. 1 травня 1992 року, напрямки маршрутів № 1, 2 та 8 були змінені до теперішнього вигляду, а 1993 року до міста надійшли 4 двосекційні тролейбуси ЮМЗ Т1 (№ 188—191), збірки Південного машиннобудівного заводу, з РКСУ. У серпні 1995 року відкрито маршрут № 10, а наприкінці того ж року закуплено два тролейбуси ЮМЗ Т2.
23 серпня 1997 року відкрито маршрут № 11, у цьому ж році закуплено 2 нові тролейбуси: ЮМЗ Т2 (№ 198) і ЛАЗ-52522 (№ 199) виробництва Львівського автобусного заводу, з РКСУ. Рік потому придбали ще один тролейбус ЮМЗ Т2 (№ 200). 
23 серпня 2000 року прокладено новий маршрут до селища Вересневе, довжина його становить приблизно 4 км, лінія будувалася ще з 1998 року. З 1 вересня 2002 року оплата стала безкондукторною, у тролейбусів з'явилися компостери, вартість проїзду зменшено з 35 до 30 коп., щоправда вже у січні 2003 року вартість проїзду становила знову 35 коп., а від 1 січня 2004 року підвищилася до 40 копійок, 15 вересня 2005 року — до 50 копійок. У жовтні 2006 року відреставрували найстарішого тролейбуса Škoda 9Tr (№ 34), а також придбали новий тролейбус ЮМЗ Т2 (№ 201). Це було перше за останні вісім років оновлення рухомого складу, a у січні 2007 року прибув тролейбус ЗіУ-682Г0М (ЗіУ-682Г-016(012)П) (№ 202).
Навесні 2007 року на заводі у Черкасах почали виробництво 14,6-метрового тривісного тролейбуса Богдан Е231 (IGBT) на базі автобуса Богдан А231. Тролейбуси доукомплектовувалися вже на ЛуАЗі, і подальше виробництво відбувалося саме там. 17 серпня 2007 року відбулася святкова презентація тролейбуса Богдан Е231 жителям міста, нова машина отримала номер 203, а ще за 2 місяці прибув ще один (№ 204), у грудні 2007 ще один (№ 205). Тролейбусів Богдан Е231 було всього випущено 8 штук, 3 з яких експлуатувалися у Києві, він мав свої переваги і недоліки, зараз модель зняли з виробництва. 
У серпні 2008 року презентували два найперші і єдині десятиметрові Богдан Т50110 (IGBT) із зовсім новим дизайном та довжиною 10 метрів; вони залишилися у Луцьку (№ 206 і 207). Через свої розміри вони отримали прізвисько «карапуз». Тролейбус Богдан Т501.10 не є серійними, вони стали прототипом для нових моделей:Богдан Т601.11 і Богдан Т801.10.
У березні 2009 року придбали ще два тролейбуси Богдан Е231: (№ 208 і 209). З 13 по 30 жовтня 2009 року працівники Луцького підприємства електротранспорту страйкували. Протягом 18 днів місто обходилося без тролейбусів. 
2 листопада 2009 року відбулась оптимізація маршрутів: маршрути № 7, 10, 11, 13 ліквідували, змінили трасу руху на маршруті № 3 до Гаразджі і № 6 на КРЗ.
4 листопада 2009 року вартість проїзду зросла до 1 гривні.
12 травня 2010 року почався черговий страйк працівників підприємства, який тривав 33 дні. 
20 квітня 2012 року презентували чотири відремонтовані тролейбуси Богдан Е231 на ДП «АСЗ № 1» ПАТ «АК "Богдан Моторс"» у рамках святкування сорокаріччя тролейбусного руху в Луцьку.
24 вересня 2012 року прибув перший з 10-ти вживаних тролейбусів Jelcz PR110E з міста Люблін (Польща), який ввели в експлуатацію за два з половиною тижні. 
12 лютого 2013 року, у зв'язку з нерентабельністю, тролейбуси ЮМЗ Т1 вилучили з експлуатації. Наразі всі вони списані.
1 квітня 2013 року вартість проїзду підвищили до 1,25 грн, пільговий квиток став коштувати 0,60 грн.
25 липня 2014 року автобусні маршрути № 15 і 15А стали тролейбусними. На маршрут ввели вживані тролейбуси Jelcz 120MT/MTE, Jelcz М121E, Jelcz PR110E. Роботу тролейбусів продовжили до 23:50.
19 листопада 2014 року відкрито новий маршрут № 10 «Гордіюк — с. Гаразджа».
6 листопада 2015 року тролейбус ЗіУ-682В № 115 відправлений до міста Гдиня (Польща) як музейний експонат, де там був приєвоєний номер 12096.
22 грудня 2015 року маршрут № 12 продовжили до кінцевої зупинки «КРЗ». 
З 15 лютого 2016 року вартість проїзду в тролейбусах становить 2 гривні, пільгова — 1 грн. 
З 3 січня 2018 року маршрути № 4 та № 4А продовжили до мікрорайону Вересневе, тролейбусний маршрут № 6 — скасували. 
З 22 червня 2018 року вартість проїзду в тролейбусах становить 3 гривні, пільгова — 1,50 грн.
З 15 травня 2019 року маршрути 1 та 2 продовжили на КРЗ, натомість маршрути 8 і 9 тимчасово закрили.
З 22 червня 2019 року запровадили маршрути № 1А, та 2А які курсують до вулиці Гордіюк, без заїзду на КРЗ. Ці маршрути працюють у будні в між-пік та у вихідні, натомість маршрути № 1 та 2, які заїжджають до КРЗ працюють лише в години-пік у будні.
З 3 липня 2019 по 1 жовтня 2019 року поновили роботу тролейбусного маршруту № 7 «Залізничний вокзал — с. Гаразджа».
З 25 жовтня 2019 року, в рамках впровадження електронного квитка почали встановлювати валідатори у салонах тролейбусів. Також монтують камери відеоспостереження, монітори і GPS-навігатори.
11 листопада 2019 року — початок роботи системи електронного квитка. Паралельно діє система оплати готівкою.
З 30 грудня 2019 року перевезення пасажирів і багажу у тролейбусах здійснюється винятково з оплатою проїзду з використанням електронних квитків.
З 19 березня 2020 року роботу громадського транспорту призупинено у зв'язку з оголошенням карантину, викликаного коронавірусом COVID-19. 1 червня 2020 року тролейбусне сполучення відновили, але дозволлили перевезення лише сидячих пасажирів у масках.
22 липня 2020 року на сесії Луцької міської ради було прийнято рішення про списання 5 тролейбусів, зокрема був списаний один з найстаріших тролейбусів ЗіУ-682В 1978 року випуску (№ 62).
19 серпня 2020 року у тролейбусах з'явилася можливість сплати за проїзд за допомогою банківської картки через PayPass.
21 жовтня 2020 року надійшли перші 2 тролейбуси моделі Богдан Т70117 з 29 тролейбусів, закуплених за кошти ЄІБ. Вони обладнані аварійним автономним ходом, кондиціонерами салону та кабіни водія, Wi-Fi та USB-портами. Нумерація цих машин знову розпочалася з 001. 29 січня 2021 року надійшли ще 4 такі машини (паркові номери 003-006). Ще 4 тролейбуси (№ 007-010) надійшли 16 березня 2021 року. 30 червня 2021 року надійшли ще 2 тролейбуси (№ 011-012). 25 січня 2022 року надійшли ще 8 тролейбусів (№ 013-020). Ще через декілька днів надійшов ще 1 тролейбус (№ 021). 1 березня 2022 року надійшла остання партія з 8 тролейбусів (№ 022-029).
У лютому 2021 року старі тролейбуси почали перефарбовувати у біло-червоний бренд. Першою перефарбованою машиною стала Jelcz 120MT № 223. Це можна впізнати за написом на правій та лівій сторонах кузова "Їдь тролейбусом! Це екологічно!". Брендуванню також піддалися такі тролейбуси: ЗіУ-682В № 105, Jelcz M121M EKO-BUS №220, ЮМЗ Т2 №197, Jelcz 120MT №229 та ЗіУ-682В (В00) №143. Планується забрендувати 17 тролейбусів різних моделей.
На час воєнного стану проїзд зробили безкоштовним. Час роботи з 6:30 до 22:00.
Внаслідок знеструмлення через обстріл 22 жовтня маршрут № 1 курсував до Околиці з ЛПЗ через проспект Волі й вулицю Гнідавську і випуск складав 4 тролейбуси; № 12 курсував до драмтеатру, а № 2 і 15 тимчасово скасовані.
20 грудня 2022 року стало відомо, що маршрути загального користування № 8 та № 9 буде виключено. За тими маршрутами було продовжено маршрути № 1 та № 2. Також курсуватимуть маршрути № 7 та № 10.

## Маршрути
У Луцьку чимало разів змінювалася маршрутна мережа, особливо у роки Незалежності, коли в умовах недофінансування треба було знайти найоптимальніший варіант організації міських пасажирських перевезень.

Станом на травень 2019 року діють такі маршрути:
| Перелік тролейбусних маршрутів | Перелік тролейбусних маршрутів | Перелік тролейбусних маршрутів | Перелік тролейбусних маршрутів | Перелік тролейбусних маршрутів | Перелік тролейбусних маршрутів |
| №                              | Пункт відправлення             | Пункт прибуття                 | Траса маршруту | Примітки | Дата закриття                  |
| ------------------------------ | ------------------------------ | ------------------------------ | --- | --- | ------------------------------ |
| 1                              | ЛПЗ                            | КРЗ                            | вул. Окружна, бульв. Дружби Народів, вул. Бенделіані, вул. Станіславського, вул. Гнідавська, вул. Данила Галицького, вул. Ковельська, вул. Глушець, вул. Паркова, просп. Волі, Київський майдан, вул. Рівненська, просп. Відродження, вул. Гордіюк, вул. Конякіна, вул. Карбишева, вул. Конякіна, вул. Гордіюк, просп. Соборності, просп. Перемоги, просп. Василя Мойсея, вул. Винниченка, вул. Словацького, вул. Богдана Хмельницького, вул. Данила Галицького, вул. Гнідавська, вул. Станіславського, вул. Окружна | Зовнішнє кільце, працює в будні у години-пік |                                |
| 1А                             | ЛПЗ                            | Вулиця Гордіюк                 | вул. Окружна, бульв. Дружби Народів, вул. Бенделіані, вул. Станіславського, вул. Гнідавська, вул. Данила Галицького, вул. Ковельська, вул. Глушець, вул. Паркова, просп. Волі, Київський майдан, вул. Рівненська, просп. Відродження, вул. Гордіюк, просп. Соборності, просп. Перемоги, просп. Василя Мойсея, вул. Винниченка, вул. Словацького, вул. Богдана Хмельницького, вул. Данила Галицького, вул. Гнідавська, вул. Станіславського, вул. Окружна                                                             | Зовнішнє кільце, працює в будні у між-пік та у вихідні                                                                                           |                                |
| 2                              | ЛПЗ                            | КРЗ                            | вул. Окружна, бульв. Дружби Народів, вул. Бенделіані, вул. Станіславського, вул. Гнідавська, вул. Данила Галицького, вул. Ковельська, вул. Глушець, вул. Паркова, вул. Винниченка, просп. Василя Мойсея, просп. Перемоги, просп. Соборності, вул. Гордіюк, вул. Конякіна, вул. Карбишева, вул. Конякіна, вул. Гордіюк просп. Відродження, вул. Рівненська, Київський майдан, просп. Волі, вул. Словацького, вул. Богдана Хмельницького, вул. Данила Галицького, вул. Гнідавська, вул. Станіславського, вул. Окружна  | Внутрішнє кільце, працює по будням в години-пік                                                                                                  |                                |
| 2А                             | ЛПЗ                            | Вулиця Гордіюк                 | вул. Окружна, бульв. Дружби Народів, вул. Бенделіані, вул. Станіславського, вул. Гнідавська, вул. Данила Галицького, вул. Ковельська, вул. Глушець, вул. Паркова, вул. Винниченка, просп. Василя Мойсея, просп. Перемоги, просп. Соборності, вул. Гордіюк, просп. Відродження, вул. Рівненська, Київський майдан, просп. Волі, вул. Словацького, вул. Богдана Хмельницького, вул. Данила Галицького, вул. Гнідавська, вул. Станіславського, вул. Окружна                                                             | Внутрішнє кільце ,працює в будні у між-пік та у вихідні                                                                                          |                                |
| 3                              | Лісництво                      | с. Гаразджа                    | У прямому напрямку: вул. Ковельська, вул. Глушець, вул. Паркова, просп. Волі, Київський майдан, вул. Рівненська, с. Гаразджа (кладовище). У зворотному напрямку: с. Гаразджа (кладовище), вул. Рівненська, Київський майдан, просп. Волі, вул. Словацького, вул. Богдана Хмельницького, вул. Ковельська | |                                |
| 3А                             | Лісництво                      | Вулиця Бенделіані              | | | 09.11.2010                     |
| 4                              | Залізничний вокзал             | Вересневе                      | У прямому напрямку: просп. Президента Грушевського, вул. Винниченка, вул. Словацького, вул. Богдана Хмельницького, вул. Ковельська, вул. Червоного Хреста, вул. Львівська, вул. Полонківська, вул. Корольова, вул. Цукрова. У зворотному напрямку: вул. Цукрова, вул. Корольова, вул. Полонківська, вул. Львівська, вул. Червоного Хреста, вул. Ковельська, вул. Глушець, вул. Паркова, вул. Винниченка, просп. Президента Грушевського                                                                              | Через вул. Ковельську. З 3 січня 2018 року подовжено маршрут до Вересневого                                                                      |                                |
| 4А                             | Залізничний вокзал             | Вересневе                      | У прямому напрямку: просп. Президента Грушевського,вул. Винниченка, вул. Словацького, вул. Богдана Хмельницького, вул. Данила Галицького, вул. Гнідавська, вул. Потебні, вул. Львівська, вул. Полонківська, вул. Корольова, вул. Цукрова. У зворотному напрямку: вул. Цукрова, вул. Корольова, вул. Полонківська, вул. Львівська, вул. Потебні, вул. Черняховського, вул. Гнідавська, вул. Данила Галицького, вул. Ковельська, вул. Глушець, вул. Паркова, вул. Винниченка, просп. Президента Грушевського           | Через вул. Потебні. З 3 січня 2018 року подовжено маршрут до Вересневого                                                                         |                                |
| 5                              | Цегельний завод                | КРЗ                            | У прямому напрямку: вул. Дубнівська, вул. Авторемонтна, вул. Рівненська, Київський майдан, просп. Волі, вул. Винниченка, просп. Василя Мойсея, просп. Перемоги,вул. Карпенка-Карого, вул. Конякіна,вул. Карбишева. У зворотному напрямку: вул. Карбишева, вул. Конякіна, вул. Карпенка-Карого, просп. Перемоги, просп. Василя Мойсея, вул. Винниченка, просп. Волі, Київський майдан, вул. Дубнівська | |                                |
| 6                              | Вересневе                      | Київський майдан               | | З 20 вересня 2017 року була змінена схема руху до Київського майдану. Випуск складався — 1 машина                                                | 03.01.2018                     |
| 7                              | Залізничний вокзал             | с. Гаразджа                    | У прямому напрямку: просп. Президента Грушевського, вул. Винниченка, просп. Волі, Київський майдан, вул. Рівненська, с. Гаразджа (кладовище). У зворотному напрямку: с. Гаразджа (кладовище), вул. Рівненська, Київський майдан, просп. Волі, вул. Винниченка, просп. Президента Грушевського | Відновлений маршрут з 18 квітня 2011 року. Був скасований з 15 травня 2019 року по 10 червня 2022 року. З 11 червня 2022 року курсує по суботах. |                                |
| 8                              | КРЗ                            | Центр                          | вул. Карбишева, вул. Конякіна, вул. Гордіюк, просп. Соборності, просп. Перемоги, просп. Василя Мойсея, вул. Винниченка, просп. Волі, Київський майдан, вул. Рівненська, просп. Відродження, вул. Гордіюк, вул. Конякіна, вул. Карбишева | | Скасований 15.05.2019          |
| 8а                             | ЦУМ                            | Кінотеатр "Луцьк"              | просп. Волі, Київський майдан, вул. Рівненська, просп. Відродження, просп. Молоді, просп. Соборності, просп. Перемоги, просп. Василя Мойсея, вул. Винниченка | В 90-х рокав курсував в часи пік. Був відновлений 22 серпня 2007 року. Зараз курсує за такою трасою маршрут № 15а.                               | 01.09.2007                     |
| 9                              | КРЗ                            | Центр                          | вул. Карбишева, вул. Конякіна, вул. Гордіюк, просп. Відродження, вул. Рівненська, Київський майдан, просп. Волі, вул. Винниченка, просп. Василя Мойсея, просп. Перемоги, просп. Соборності, вул. Гордіюк, вул. Конякіна, вул. Карбишева | | Скасований 15.05.2019          |
| 9а                             | КРЗ                            | Кінотеатр "Луцьк"              | вул. Винниченка, просп. Василя Мойсея, просп. Перемоги, просп. Соборності, просп. Молоді, просп. Відродження, вул. Рівненська, Київський майдан, просп. Волі | В 90-х рокав курсував в часи пік. Зараз курсує за такою трасою маршрут № 15.                                                                     |                                |
| 10                             | Вул. Гордіюк                   | с. Гаразджа                    | У прямому напрямку: вул. Гордіюк, просп. Соборності, просп. Перемоги, просп. Василя Мойсея, вул. Винниченка, просп. Волі, Київський майдан, вул. Рівненська, с. Гаразджа (кладовище). У зворотному напрямку: с. Гаразджа (кладовище), вул. Рівненська, Київський майдан, просп. Волі, вул. Винниченка, просп. Василя Мойсея, просп. Перемоги, просп. Соборності, вул. Гордіюк | Відкритий з 19 листопада 2014 року |                                |
| 11                             | Київський майдан               | с. Гаразджа                    | | | 27.04.2014                     |
| 12                             | Володимирська                  | КРЗ                            | У прямому напрямку: вул. Володимирська, вул. Червоного Хреста, вул. Ковельська, вул. Глушець, вул. Паркова, вул. Винниченка, просп. Василя Мойсея, просп. Перемоги, просп. Соборності, вул. Гордіюк. У зворотному напрямку: вул. Гордіюк, просп. Соборності, просп. Перемоги, просп. Василя Мойсея, вул. Винниченка, вул. Словацького, вул. Богдана Хмельницького, вул. Ковельська, вул. Червоного Хреста, вул. Володимирська                                                                                        | З 22 грудня 2015 маршрут подовжено до КРЗ |                                |
| 13                             | КРЗ                            | АС-2                           | | | 02.11.2009                     |
| 15                             | ЦУМ                            | Кінотеатр «Луцьк»              | вул. Винниченка, просп. Василя Мойсея, просп. Перемоги, просп. Соборності, просп. Молоді, просп. Відродження, вул. Рівненська, Київський майдан, просп. Волі | Внутрішнє кільце |                                |
| 15А                            | ЦУМ                            | Кінотеатр «Луцьк»              | просп. Волі, Київський майдан, вул. Рівненська, просп. Відродження, просп. Молоді, просп. Соборності, просп. Перемоги, просп. Василя Мойсея, вул. Винниченка | Зовнішнє кільце |                                |

9 квітня 2025 року, на засіданні Луцького міськвиконкому ухвалено рішення про внесення змін у перелік міських тролейбусних маршрутів, оскільки протягом 2024 року в місті активно декомунізовані вулиці, яким надавали нові назви, і тому виникла необхідність впорядкувати транспортної мережі. До 1 травня 2025 року Луцьким підприємством електротранспорту внесені відповідні зміни до паспортів міських тролейбусних маршрутів. Хоча тролейбуси курсують фактично незмінним маршрутом, а лише змінені нові назви вулиць на маршруті руху

## Вартість проїзду
| Динаміка зростання вартості проїзду | Динаміка зростання вартості проїзду | Динаміка зростання вартості проїзду |
| Дата встановлення тарифу            | Повна вартість, ₴                   | Пільгова вартість, ₴                |
| ----------------------------------- | ----------------------------------- | ----------------------------------- |
| 1997(?)                             | 0,20                                |                                     |
| 1999                                | 0,25                                |                                     |
| 2000                                | 0,35                                |                                     |
| 1 вересня 2002                      | 0,30                                |                                     |
| 1 січня 2003                        | 0,35                                | 0,15                                |
| 1 січня 2004                        | 0,40                                | 0,20                                |
| 15 вересня 2005                     | 0,50                                | 0,25                                |
| Вересень 2008                       | 0,75                                | 0,30                                |
| 4 листопада 2009                    | 1,00                                | 0,50                                |
| 1 квітня 2013                       | 1,25                                | 0,60                                |
| 1 липня 2015                        | 1,75                                | 1,00                                |
| 15 лютого 2016                      | 2,00                                | 1,00                                |
| 22 червня 2018                      | 3,00                                | 1,50                                |
| 9 серпня 2019                       | 4,00                                | 2,00                                |
| 18 січня 2022                       | 6,00                                | 3,00                                |
| 20 липня 2023                       | 8,00                                | 4,00                                |

## Рухомий склад
Станом на 1 березня 2021 року на балансі «Луцького підприємства електротранспорту» перебуває 60 пасажирських і 1 службовий тролейбуси. 
| Тип моделі                         | Фото | Роки виготовлення | Роки експлуатації | №                      | Примітки |
| ---------------------------------- | ---- | ----------------- | ----------------- | ---------------------- | --- |
| Київ-6                             |      | 1970—1971         | 1970—1985         | 01—30                  | Виведені з експлуатації |
| Škoda 9Tr                          |      | 1967—1976         | 1974—1998         | 31—61                  | Виведені з експлуатації |
| / ЗіУ-682В, -В0О, -ВОА, -В0В, -ГОО |      | 1983—1991         | з 1978            | 62—64, 66, 68—187, 192 | |
| ЮМЗ Т1                             |      | 1993—1995         | 1993—2015         | 188—191, 193—195       | Виведені з експлуатації. Останні ЮМЗ Т1 списані у березні 2016 року                                                                 |
| ЮМЗ Т2                             |      | 1995—2006         | з 1995            | 196—198, 200, 201      | |
| ЛАЗ-52522                          |      | 1997              | 1997—2015         | 199                    | Єдиний ЛАЗ списаний у грудні 2015 року                                                                                              |
| ЗіУ-682Г-016(012)П                 |      | 2006              | з 2007            | 202                    | |
| Богдан Е231                        |      | 2007              | з 2007 року       | 203—205, 208, 209      | Відомий, як «крокодил» через повністю зелене фарбування                                                                             |
| Богдан Т501.10                     |      | 2008              | з 2008            | 206, 207               | |
| Богдан Т701.17                     |      | 2020-2021         | з 2020            | 001—029                | |
| Jelcz PR110E                       |      | 1987—1995         | з 2012            | 210—219, 225—228, 232  | Раніше експлуатувалися в Любліні |
| Jelcz 120MT/MTE                    |      | 1998—2005         | з 2014            | 221—224, 229—231       | Раніше експлуатувалися в Любліні |
| Jelcz М121E                        |      | 1999—2001         | з 2014            | 234                    | |
| Mercedes-Benz O405NE               |      | 1993              | з 2015            | 235                    | До листопада 2015 року експлуатувався в Гдині Переобладнаний з автобуса Mercedes-Benz O405N у 2007 році Списаний в червні 2024 року |
| Škoda 9Tr19                        |      | 1974              | з 1974—1993       | 49                     | До 1993 року — пасажирський, з 1993 року — службовий «технічна допомога»                                                            |
| КТГ-1                              |      | 1972              | 1972—1994         | Г-01, Г-03             | 2 вантажно-технічних тролейбуса, у експлуатації прізвисько — «мамонт»                                                               |
| КТГ-2                              |      | 1977              | 1977—2003         | Г-02                   | 1 вантажно-технічний тролейбус |

## Перспективи
- В рамках проєкту «Міський громадський транспорт в Україні» планується за рахунок залучених кредитних коштів Європейського інвестиційного банку під державні гарантії та Європейського банку реконструкції та розвитку під місцеві гарантії:
  - придбати 30 тролейбусів на суму в 4363,65 тис. євро;
  - побудувати тролейбусну лінію довжиною 2,15 км на суму в 336,11 тис. євро;
  - впровадити автоматизовану систему оплати проїзду[22]

## Галерея

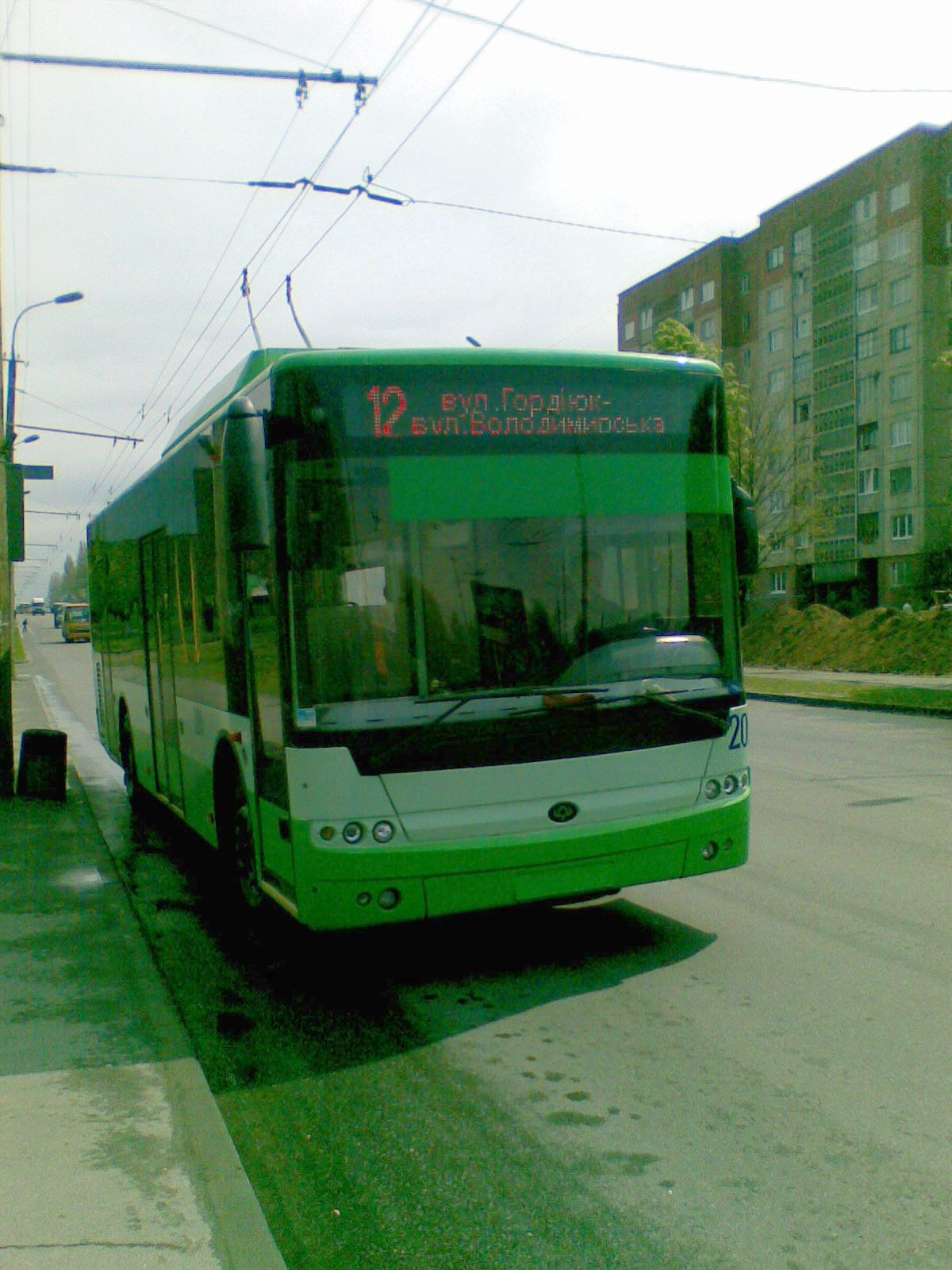
Богдан Т50110 (№ 206)
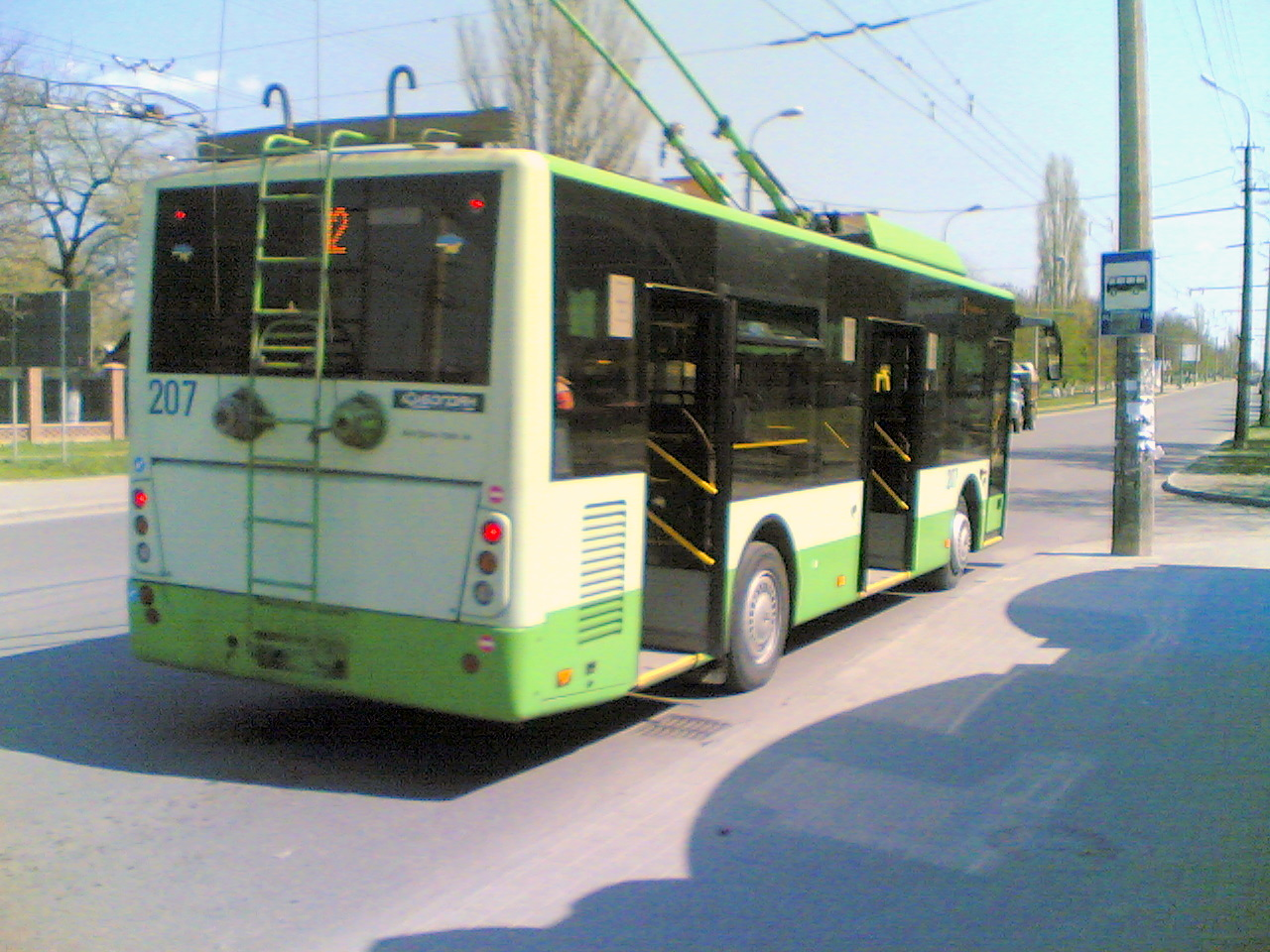
Богдан Т50110 (№ 207)